# سند متسلسل

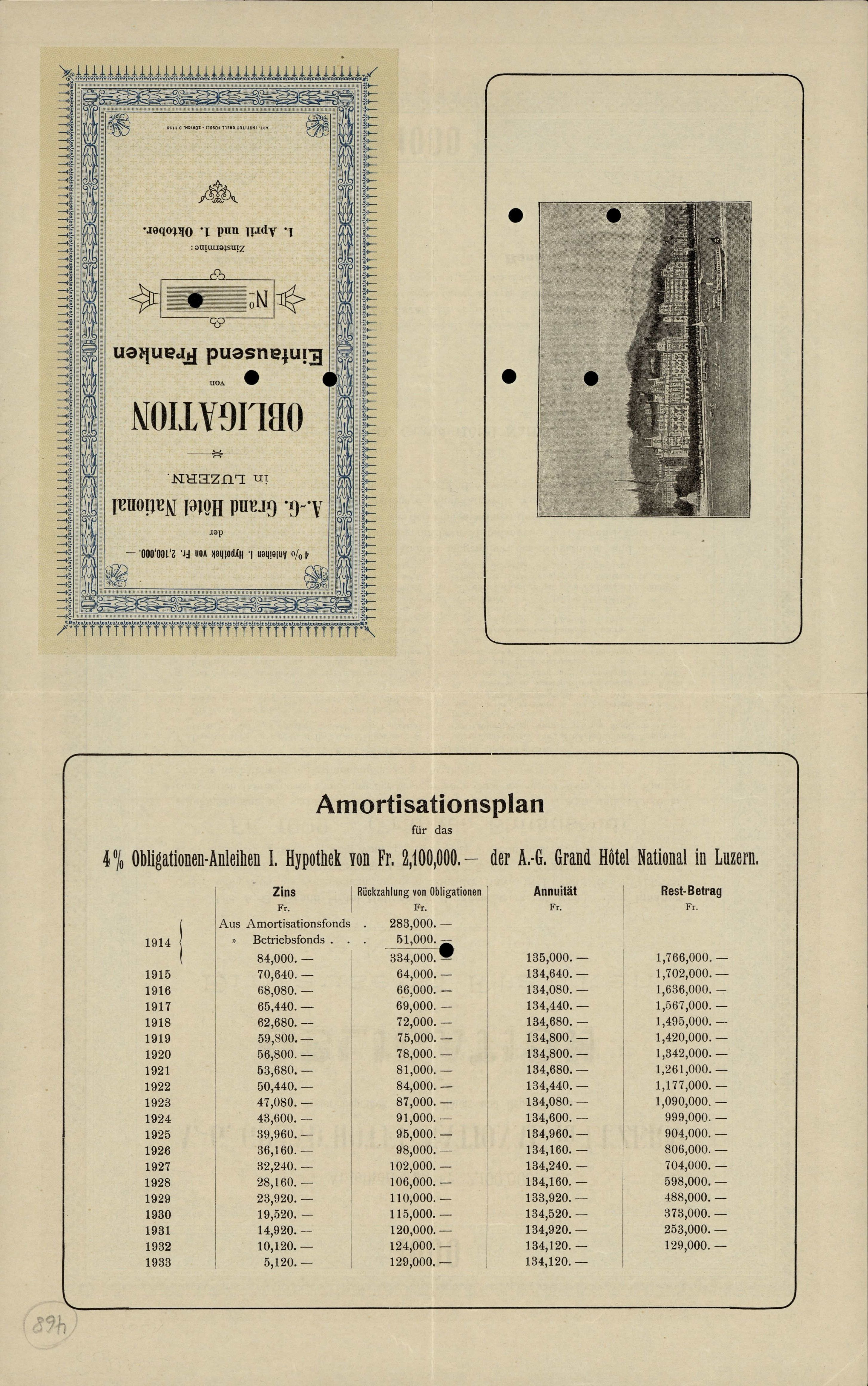

سند متسلسل (بالإنجليزية: Serial bond)‏ هو نوع من السندات المالية يحمل تواريخ استحقاق مختلفة يستحق فيها خلال فترة زمنية محددة. من نوع السند المتسلسل مثلا سند متسلسل قيمته 100.000 جنيها وتستحق الدفع خلال فترة 5 سنوات، فيستحق عليه قسط تسديد سنوي قدره 20000 جنيه لمدة 5 سنوات.

## اقرأ أيضًا
- دين سائر
- تقدير السند
- سند (ورقة مالية)
- سند شامل
- سند مؤقت
- سند ضمان
- وسيط سندات
- تاريخ الاستحقاق
- الدائن
- المدين
- كمبيالة
- ربح السهم المؤجل
- مؤجل
- مستحقات مؤجلة
- ضمان إضافي
- مردود الاستثمار
- الحد الأدنى للعائد
- نظارة الحسابات
- تخصيص الأموال
- حجم الأعمال (اقتصاد)